# خورشیدگرفتگی ۴ ژانویه ۱۶۳۹
خورشیدگرفتگی ۴ ژانویه ۱۶۳۹ خورشید گرفتگی از نوع خورشیدگرفتگی جزئی است. این خورشیدگرفتگی در ساعت ۴:۵۶ گرینویچ (۹:۵۶ صبح محلی) رخ داد.